# Heilbronner General-Anzeiger
Der Heilbronner General-Anzeiger war eine Tageszeitung in Heilbronn, die von 1860 bis zum 28. Februar 1934 erschien. Die Zeitung hatte eine „christlich-nationale Ausrichtung“ und wurde das Presseorgan der im Jahre 1919 gegründeten Bürgerpartei.

## Geschichte
Das Blatt entstand vermutlich aus dem Heilbronner Anzeiger der Druckerei Treudt und Güldig und gelangte im Jahre 1887 in den Besitz von Kraemer & Schell (Schell’sche Buchdruckerei und Verlag), die Herausgeber der konkurrierenden Neckar-Zeitung. Viktor Kraemer senior erwarb 1898 den gesamten Schell’schen Verlag und wurde dadurch zum alleinigen Besitzer. Nachdem er 1902 einen Schlaganfall erlitt, wurde sein gleichnamiger Sohn Viktor Kraemer junior (1881–1937) zum Mitherausgeber. Das Testament des 1911 verstorbenen Vaters sah die Aufteilung und den Verkauf des Unternehmens im Jahr 1917 vor. Kraemer junior erwarb dabei den Verlag. In den 1920er Jahren wurde als Herausgeber auch sein jüngster Bruder Theodor genannt. Nachdem das Blatt am 28. Februar 1934 durch das Heilbronner Tagblatt übernommen wurde, stellte am 1. März 1934 Richard Drauz, der seit 1932 Verlagsleiter des Heilbronner Tagblatts war, die Herausgabe ein.
Schriftleiter waren von 1896 bis 1926 Otto Kienzle (* 29. November 1866; † 14. April 1945) und von 1927 bis 1933 Kuno Achleitner (* 24. September 1886 in München; † November 1967 in Stuttgart). Redakteure waren Hede Haschke und Otto Philippi. Emil Kühle war zeitweilig freier Mitarbeiter.